# ТЕС Каноас
29°52′31″ пд. ш. 51°8′43″ зх. д. / 29.87528° пд. ш. 51.14528° зх. д.
ТЕС Каноас — теплова електростанція у бразильському штаті Ріу-Гранді-ду-Сул. Певний час носила назву ТЕС Sepé Tiaraju.
У 2002 році на майданчику станції ввели в експлуатацію газову турбіну потужністю 161 МВт. Тривалий час вона працювала у відкритому циклі, допоки в 2015-му не була доповнена котлом-утилізатором та паровою турбіною, що дозволило створити блок комбінованого парогазового циклу потужністю 249 МВт.
Як паливо ТЕС може споживати природний газ (надходить по південній гілці газопроводу Gasbol) та дизельне пальне.
Видача продукції відбувається по ЛЕП, розрахованій на роботу під напругою 230 кВ.